# Goana după aur (film din 2016)
Goana după aur (Gold) este un film american polițist de aventură din 2016 regizat de Stephen Gaghan și scris de Gaghan, Patrick Massett și John Zinman. În rolurile principale joacă actorii Matthew McConaughey, Édgar Ramírez, Bryce Dallas Howard, Corey Stoll, Toby Kebbell, Craig T. Nelson, Stacy Keach și Bruce Greenwood. Filmul este bazat vag pe povestea adevărată a 1993 Bre-X minerit scandal, atunci când un masiv de aur depozit presupune că a fost descoperit în jungla din Indonezia, cu toate acestea, din motive legale și de a spori recursul film, nume de personaje și poveste detaliile s-au schimbat.
Filmările au început pe 29 iunie 2015, în New York City, New Mexic și Thailanda. Filmul a avut o ediție limitată în Statele Unite, pe 30 decembrie 2016, înainte de a merge largă pe 27 ianuarie 2017. Filmul a primit un Glob de Aur nominalizare pentru cel Mai bun Cântec Original.

## Rezumat
Kenny Wells (Matthew McConaughey), un om de afaceri fără succes, face echipă cu geologul Michael Acosta (Édgar Ramírez) pentru a găsi aur în adâncul necunoscutelor jungle din Borneo, Indonezia.

## Distribuție
- Matthew McConaughey în rolul lui Kenny Wells, personaj după CEO al Bre-X, David Walsh.[8]
- Édgar Ramírez în rolul lui Michael Acosta, geolog, personaj după Michael de Guzman.
- Bryce Dallas Howard în rolul lui Kay, vechea prietena a lui Wells.
- Joshua Harto în rolul lui Lloyd Stanton, managerul financiar al omului de afaceri.
- Timothy Simons în rolul lui Jeff Jackson, un bancher de pe Wall Street, care este convins de cei doi să inspecteze valoarea potențială a firmei în junglele din Borneo.
- Michael Landes în rolul lui Glen Binkert
- Corey Stoll în rolul lui Brian Woolf, un bancher de investiții din New York.
- Toby Kebbell în rolul lui Paul Jennings, agent FBI.
- Bruce Greenwood în rolul lui Mark Hancock, liderul unui important concurent.
- Stacy Keach în rolul lui Clive Coleman
- Bill Camp în rolul lui Hollis Dresher
- Rachael Taylor în rolul lui Rachel Deal, o finanțistă care flirtează agresiv.
- Macon Blair în rolul lui Connie Wright
- Bhavesh Patel în rolul lui Bobby Owens
- Patrick Duggan[9] în rolul portarului de la Waldorf-Astoria
- Craig T. Nelson în rolul lui Kenny Wells, tatăl lui Kenny.
- Jackamoe Buzzell în rolul șefului lui Kay - American Home